# Kraczynki
Kraczynki [pronunciación en polaco: /kraˈt͡ʂɨnki/] es un pueblo ubicado en el distrito administrativo de Gmina Pęczniew, dentro del Distrito de Poddębice, Voivodato de Łódź, en Polonia central. Se encuentra aproximadamente a 3 kilómetros al noreste de Pęczniew, a 18 kilómetros al suroeste de Poddębice, y a 50 kilómetros al oeste de la capital regional Łódź.
El pueblo tiene una población de 160 habitantes.